# Verrey-sous-Drée
 Verrey-sous-Drée  là một xã thuộc tỉnh Côte-d'Or trong vùng Bourgogne miền đông nước Pháp. The current mayor is Mr. François BOITTEUX.